# Gérard de Relances
Gérard de Rhéninghe ou Gérard de Relances (on trouve aussi les orthographes Relange ou Relanges), est le 66e évêque de Metz, de 1296 à 1302.
Il fut d'abord archidiacre à Cambrai.
À la mort de Bouchard d'Avesnes, il y avait deux candidats pour lui succéder : Frédéric de Lorraine et Thiébaut de Bar. Le choix de l'évêque sous-entendait un choix entre les deux grands féodaux locaux, le duc de Lorraine et le comte de Bar. Les chanoines préférèrent ne pas faire ce choix et en appelèrent à Rome, qui nomma Gérard de Rhéninghe le 24 avril 1297.
Il fit bâtir un château de plaisance sur la butte du Châtry entre Moyenvic et Vic-sur-Seille. Il a réuni toutes les salines de Moyenvic (sauf une poêle exploitée par chanoines de Saint-Gengoult de Toul) et Marsal pour le compte de l'évêché.
Il meurt le 30 juin 1302.